# Life is Feudal: MMO
Life is Feudal: MMO — многопользовательская игра жанра MMORPG в средневековом сеттинге, разрабатываемая компанией Bitbox ltd. Находится в раннем доступе с 12 января 2018 года
Являясь идейным продолжателем предыдущей игры серии Life is Feudal: Your Own, Life is Feudal: MMO воплощает в себе черты средневекового сеттинга с полным терраформингом окружающей среды, свободным строительством, разветвлённой системой ремёсел, элементами выживания, нетаргетированной боевой системой и реалистичной физикой. В 2015 году на выставке E3, бета-версия Life is Feudal: MMO была отмечена наградой в номинации «Best Indie MMORPG» по версии сайта MMORPG.com.
Отличительной особенностью Life is Feudal: MMO от ее мультиплеерной предшественницы, Life is Feudal: Your Own, является стабильный и заранее сгенерированный мир c площадью в 21x21 км с будущей возможностью практически неограниченного расширения, наполняемый самими игроками, а также развитая система экономики и политики. Релиз игры запланирован на январь 2018 г.
1 июня 2023 года игра была перезапущена новым издателем Long Tale Games

## Cистемные требования
- ОС (64-bit): Windows 7 (SP1), Windows 8.1, Windows 10
- Процессор (AMD): Phenom II X4 with at least 2,5 GHz
- Процессор (Intel): Core i5 2,5 GHz
- ОЗУ: 4 гб
- Видеокарта (AMD): Radeon™ HD 5850
- Видеокарта (NVIDIA): GeForce® GTX 460
- DirectX: 11.0
- Интернет соединение: 2 мб/сек или быстрее
- Широкополосное интернет соединение
- Место на жестком диске: 20 гб

## Основы игрового процесса

### Cеттинг и геймплей
Действие Life is Feudal: MMO происходит в вымышленном мире, базирующемся на средневековой Европе, с различными типами местности и реальными временами года. Важной особенностью игры является полное отсутствие фэнтезийных элементов в виде сказочных существ или магии. Разработчики отказались от введения подобных игровых элементов в пользу создания максимальной приближенности к условиям средневекового образа жизни.
Перед тем, как попасть на игровой континент, игрок традиционно должен создать персонажа. В рамках конструктора персонажа доступно три расы: славарды, готлунги и хурсы, каждая из которых обладает индивидуальным внешним видом и историей. К визуальному оформлению персонажа доступны дополнительные настройки внешности, такие как бороды, татуировки, прически или шрамы.
Далее, игрок должен определиться с выбором нескольких базовых характеристик, которые впоследствии определят базовые направления развития.
Помимо стандартных для большинства RPG характеристик Силы, Ловкости, Интеллекта, Силы Воли, Удачи и Выносливости в игре присутствуют так называемые «ремесленные умения», отражающие специализацию персонажа. К примеру, игрок может выбрать характеристики, посвященные охоте, сельскому хозяйству, строительству, собирательству, боевым искусствам и так далее.
После создания персонажа, игрок появляется на обширном материке протяженностью 21x21 км с перспективой практически неограниченного расширения, после чего постепенно начинает обживаться на территории, добывать еду, строить лагерь, а также взаимодействовать с другими игроками на континенте. Для большей реалистичности Life Is Feudal: MMO реализована задумка отсутствия загрузочных экранов при переходе между локациями за счет объединения ряда серверов, на которых хостится игра, в один масштабный.
Голод, дикие животные, агрессивные игроки — это самые первые угрозы, с которыми сталкивается игрок. Окружающие условия подталкивают игроков к сотрудничеству для получения преимуществ. Для того, чтобы обезопасить себя от угроз и обустроиться, игроки объединяются в кланы и гильдии, разделяют между собой обязанности, возводят укрепленные деревни, города и налаживают производство материальных благ.

### Терраморфинг и добыча ископаемых
В Life Is Feudal внедрена система полного терраморфинга окружающего ландшафта. Это означает, что окружающий игроков рельеф и ландшафт может быть полностью изменен руками самих игроков. Почва на игровом континенте разделена на клетки, каждой из которых присвоено значение, по которому можно узнать ее высоту относительно уровня моря.
Игроки могут рыть туннели, создавать каньоны, курганы, выравнивать и поднимать землю исходя из собственных нужд. Добыча ресурсов для крафта также пересекается с системой терраморфинга: для того, чтобы получить металл, игрокам придется прорыть и укрепить шахту, в недрах которой и будет находиться железная руда или иной нужный игроку металл.

### Социально-политическая система
Геймплей Life Is Feudal поощряет командное взаимодействие. Для того, чтобы лучше противодействовать агрессивной окружающей среде, игроки объединяются в гильдии и кланы. Это позволяет разделить обязанности между членами сообщества и ускорить игровой прогресс. Для того, чтобы основать гильдию, в ней должно быть не менее десяти человек. Сама гильдия основывается посредством возведения монумента — сооружения в виде воткнутого в землю меча. После постройки монумента за гильдией закрепляется определенное количество земельной собственности или клэйма (claim), которая будет являться неприкосновенной для других игроков. Компанию игроков с монументом больше нельзя будет безвомездно обворовать игроков или вторгнуться на территорию их деревни, поскольку это повлечет за собой приобретение статуса Преступника, а также понижение кармы.
Исключением из правила является лишь наступление Судного дня (см. в разделе Боевая система).
Для поддержания клэйма монументу должны регулярно преподноситься жертвоприношения в виде ценных предметов. При наличии систематических приношений радиус действия монумента и клэйма будет увеличиваться. При отсутствии систематических жертвоприношений гильдия рискует лишиться монумента, что чревато потерей всех гильдейских угодий. Сам монумент со временем может улучшаться, что позволит гильдии расширить земельные владения в десятки раз.
Еще одним существенным составляющим социального взаимодействия в игре является элемент кармы, позволяющий определить характер персонажа. В зависимости от действий игрока, его карма может быть понижена или повышена. К примеру, если игрок будет убивать невиновных людей, мародерствовать на остатках городов, вторгаться на чужие территории без приглашения или грабить могилы, показатель его кармы будет неустанно понижаться. Это чревато приобретением статуса «Преступника», позволяющего любому игроку убить и обобрать носителя статуса без риска потерять карму самому, а также серьезным понижением навыков после смерти.
Повышения кармы можно добиться с помощью навыка «Помолиться Своему Богу», который повышает карму на один пункт и может применяться не более раза в игровой день.

### Типы гильдий
Банда: новоиспечённая гильдия, не имеющая территории. Банда не имеет право заключать союзы или вступать в войны;
Орден: гильдия имеющая флаг, но еще не имеющая права участвовать в войнах. Банда становится Орденом банда, приняв, как минимум 10 новобранцев;
Страна: гильдия, имеющая право время объявлять войну, заключать союзы, а также право владения землёй. Орден становится страной, построив монумент;
Королевство: квази-гильдия, лидер которой имеет право решать с кем воевать, вступать в союз или поддерживать нейтралитет. Гильдия становится королевством, если имеет, как минимум одного вассала (гильдию, которая согласится ей подчиняться).

### Экономическая система
Основой экономической системы Life is Feudal: MMO являются т. н. «торговые посты». Торговый пост может быть построен любым игроком в любой точке карты, Любой игрок, который имеет доступ к торговому посту, сможет хранить в нем немного своих вещей в личной ячейке.
Основная функциональность торгового поста — это возможность выставлять на продажу вещи, которые лежат в личной ячейке игрока в этом торговом посту или покупка вещей у других игроков.
Важная особенность: при покупке вещей игроки должны самостоятельно привозить деньги к тому торговому посту и потом вывозить купленную вещь из торгового поста.
Помимо всего, в торговых постах можно будет продавать Короне ценные вещи и получать за них золотые монеты Короны.
В текущей версии игры, разработчиками тестируется продвинутая система торговых постов, которая позволит игрокам и гильдиям облагать налогом приватные клеймы, хранение вещей на посту, а также собирать дополнительную комиссию за размещение объявления о продаже в Торговом посту.

#### Качество
В Life Is Feodal MMO есть такое понятие как качество предметов. Качество есть у всего что производит и собирает игрок. Качество обозначается по шкале от 0 (плохое качество) до 100 (отличное качество), его можно узнать наведя на предмет курсором, появится небольшая ссылка где будет указан вес, качество, количество. Такой важный параметр как качество влияет на торговлю и обмен игроков, показывает мастерство их персонажа в ремесле. От качества зависит как долго будет служить предмет, насколько хорошей будет пища. Причем качество производимого предмета зависит от предоставленных материалов. За частую вырастают длинные цепочки из игроков которые создают какой либо предмет, и тут качество является решающим свойством, так как его должны выдерживать все игроки производственной цепочки, для производства предмета высокого качества.

## Ремесленные умения
В игре есть 30 ремесел из них 5 в охоте, 9 в знании природы, 16 в ремеслах общего назначения.

## Боевая система[16]
Система боя в Life Is Feudal учитывает два физических измерения: «массу» и «скорость». Каждое оружие имеет свой уникальный набор т. н. ударных узлов, каждая группа которых наносит определенный тип повреждения. Игроки могут выполнять 4 типа направленных атак:
- Атака Слева направо
- Атака Справа налево
- Атака наотмашь
- Колющий удар

В зависимости от направления атаки активируется определенная группа ударных узлов, после чего наносится урон. Во время анимации атаки повреждающие узлы отслеживают свои позиции каждые 32 мс, сопоставляют их текущее положение с их позицией 32 мс назад, тем самым образуя вектор повреждений. Чем длиннее вектор, тем быстрее перемещается ударный узел. Если вектор пересекает часть тела — попадание засчитывается, после чего и будет подсчитан нанесенный урон. Этот расчет урона позволяет измерить длину вектора, который вызвал удар, и конвертировать его в скорость удара по отношению к жертве. Также, отдавая дань реализму, нанесенные удары могут вызывать травмы или кровотечения, которые отрицательно сказываются на навыках боя.
Удары в Life Is Feudal можно парировать. Эффективность парирования зависит от того, насколько удачно тело игрока и лезвие оружия было расположено относительно удара.
Успешное парирование также работает в качестве способа прервать серию комбо и дать игроку повышенную скорость для серии ответных ударов. Вражеский удар может быть также заблокирован, однако блокировка работает только со щитом. В то время как вы в блокирующей позиции, потенциальный ущерб от попадания не может нанесен самому персонажу.
Щиты также обладают пассивным действием, например, когда игрок несет щит на спине. Холодное оружие, попадая в щит, наносит только часть ущерба, в то время как стрелы не будут наносить никаких повреждений вообще.
Для того, чтобы периодически провеять существующие кланы и гильдии на прочность, в игре существует эвент под названием «Судный час», в рамках которого защита монумента перестает действовать, в результате чего деревни и города могут быть ограблены или уничтожены без каких либо последствий.
Помимо всего прочего, в рамках боевой системы разработчиками была внедрена система full loot. Это означает, что после смерти персонажа противник может беспрепятственно ограбить игрока и забрать все, что у него было в инвентаре на тот момент.
В игре также наличествуют индивидуальные шкалы здоровья и выносливости: Soft/Hard HP и Soft/Hard Stamina. Soft HP показывают насколько близок персонаж к потере сознания. Hard HP показывают, насколько персонаж близок к смерти.
Soft Stamina ответственны за спринт. Hard Stamina ответственны за выносливость во время долгой пробежки.

## Времена года, климат и фермерство
В Life Is Feudal времена года и климатические условия максимально приближены к реализму и имеют прямое влияние на игровой процесс. К примеру, дерево наилучшего качества можно найти на севере, поскольку низкая температура и обилие снегопадов способствует росту доброкачественной древесины, а теплый южных земель способствует хорошему урожаю.
Смена погодных условий также является ключевой для успешного фермерства. Для хорошего роста необходима смена нескольких типов погоды с дождливой на солнечную. Всего для сбора урожая необходимо 8 циклов смены погоды. Фермеру необходимо следить за циклами внимательно, поскольку просрочка сбора урожая неминуемо приведет к его гниению.
Для сбора хорошего урожая не достаточно только семян хорошего качества, нужна еще земля которая будет иметь такое же качество или выше. Многие игроки живущие на юге несут высоко качественную землю через регионы для посадки семян. Для того чтобы земля на которую высыпают высококачественную землю стала лучше, необходимо высыпать как минимум 15 стоунов земли на клетку. При таком терраформинге можно засыпать многие неплодородные земли.
Так же есть другой способ, при владении ремеслом С/Х на 90, возможно удобрять почву повышая её качество, это позволит избежать длительных походов за землей.

## Система навыков
В Life is Feudal: MMO внедрена система skillcap. Это означает, что сумма всех навыков персонажа не может превышать определенную величину.
Для того, чтобы выучить только необходимые вам навыки, в игре предусмотрена возможность остановить их рост путем их блокировки или пометки на понижение. Обозначается все это следующим образом:
- Стрелка вверх — означает что навык будет расти как обычно и не уменьшится.
- Стрелка вниз — означает что данный навык не будет расти, а по достижении лимита характеристик — станет уменьшаться в угоду растущему навыку.
- Знак замка — означает что данная характеристика не будет увеличиваться или уменьшаться.

Если лимит обучения еще не достигнут, то рост навыков не ограничен каким либо пределом развития. Но как только лимит будет достигнут, изменения навыков будут происходить по следующим правилам:
- Имеет ли этот навык пометку «стрелка вверх» ? Если «нет» то навык не вырастет.
- Есть ли другие навыки с пометкой «стрелка вниз» ? Если «нет», то изменений навыков не произойдет.
- Есть ли другие навыки с пометкой «стрелка вниз» со значением больше 0? Если «нет», то изменений навыков не произойдет.

И только если все названные условия отвечают «да» повышаемый навык увеличит свое значение, а помеченные «стрелкой вниз» навыки уменьшатся. Заблокированные навыки под знаком замка не изменятся ни при каких условиях.

## История мира[17]
Для более полноценного погружения в атмосферу разработчиками была создана предыстория мира, а также отдельный пантеон божественных созданий, сотворивших его.
Согласно официальному лору игры, мир, на котором проживают игроки, называется Сларкваардом. Территория внутриигрового континента разделена на несколько регионов: таинственный Остров и основный континент, Абеллу. Ранее на территории этих земель существовало обширное государство, объединявшее всех народы воедино — Вульпийская империя. Однако, после масштабной войны и последовавовшего за ней неизвестного сверхъестетственного катаклизма, империя прекратила свое существование как на земле, так и в воспоминаниях людей. Таким образом, основной задачей игроков, по официальному лору, является создание нового мира, не уступающего по величию бывшей империи.

## Релиз
На актуальный момент Life is Feudal: MMO находится в стадии Открытого Бета Тестирования. 30 ноября 2016 года разработчики игры дали старт продажам пакетов Раннего Доступа, которые призваны выразить поддержку игре. В зависимости от типа пакетов, после покупки игрокам предлагались разные внутриигровые бонусы, наподобие золотой робы, золотого никнейма на форуме, набора инструментов или дополнительной копий Life is Feudal: Your Own.
На момент конца августа 2017 года, разработчиками было проведено четыре тестовых прогона, и, на данный момент, проводится финальный пятый. На этот этап тестирования были допущены игроки, получившие приглашение на Закрытый бета тест, а также покупатели Пакетов раннего доступа. После окончания ЗБТ разработчики запустили стадию ОБТ, на которую также получают доступ владельцы Life is Feudal: Your Own с 17-18 ноября.

## Награды и первые отзывы
Уже на стадии закрытого тестирования игра попала во внимание игровых критиков. Через месяц после релиза в ноябре 2015 года на выставке E3 игра удостоилась номинации «Лучшая Indie RPG 2015» по версии MMORPG.com Архивная копия от 4 марта 2009 на Wayback Machine. Рецензенты отметили, что «пусть Life is Feudal: MMO пока и не является ММО в полном смысле слова, благодаря полной кастомизации построек, системе ПВП и принципам прокачки навыков игра определенно будет стоить вашего внимания в будущем». Сама игра имеет показатель 7,9 баллов из десяти на основании 228 пользовательских отзывов.
Рецензенты англоязычный портала Bleeding Сool оценил бета-версию Life is Feudal: MMO в 8,5 баллов из десяти, назвав проект «игрой, выпестованной с любовью».
Один из крупнейших немецких игровых порталов GameStar отозвался об игре, как о «предельно реалистичном симуляторе Средних веков». Вместе с тем, подвергся критике интерфейс игры. Было отмечено, что «для взаимодействия с каждым меню нужно гораздо больше кликов, чем это реально необходимо».